# Silobia scabrida
Silobia scabrida är en lavart som först beskrevs av Hugo Magnusson., och fick sitt nu gällande namn av M. Westb. Silobia scabrida ingår i släktet Silobia och familjen Acarosporaceae.  Arten är reproducerande i Sverige. Inga underarter finns listade i Catalogue of Life.